# Happy Gilmore
Happy Gilmore (Alternativtitel: Happy Gilmore – Ein Champ zum Verlieben) ist eine Filmkomödie aus dem Jahr 1996 von Regisseur Dennis Dugan. Die Hauptrolle spielte Adam Sandler, der gemeinsam mit Tim Herlihy auch das Drehbuch schrieb. Im Juli 2025 wurde die Fortsetzung Happy Gilmore 2 auf Netflix veröffentlicht.

## Handlung
Happy Gilmore lernte von seinem Vater das Eishockeyspielen, mit dem er auch die fanatische Begeisterung für diesen Sport teilte. Die Mutter verließ seinen Vater deswegen, als er noch klein war. Bei einem Eishockeyspiel wird sein Vater von einem Puck getroffen und getötet, worauf er bei seiner Großmutter in Waterbury aufwuchs.
Gilmore hat ein jähzorniges Gemüt und wird schnell wütend. Nach seiner Schulzeit verdient er seinen Lebensunterhalt mit diversen Jobs. Seinen Traum, professioneller Eishockeyspieler zu werden, verfolgt er nach wie vor und versucht sich jedes Jahr aufs Neue bei den Eishockey Tryouts. Allerdings jedes Jahr erfolglos, da er einfach nicht gut genug ist. Eines Tages wird das Haus der Großmutter mitsamt der Einrichtung gepfändet, da diese Steuerschulden beim Finanzamt in Höhe von 270.000 US-Dollar hat. Die Großmutter muss vorübergehend in ein Altenheim ziehen. Wenn sie ihre Schulden nicht innerhalb von 90 Tagen abbezahlt, soll ihr Haus verkauft werden.
Gilmore entdeckt, dass er mit seinem Hockey-Schlag Erfolg im Golf hat: Mit seinem unkonventionellen Golfschlag mit Anlauf kann er einen Golfball rund 400 Meter (im Original: 400 Yard) weit schlagen. Der weite Golfabschlag bringt ihm bei Wetten bereits einen kleinen Nebenverdienst. Bei einer dieser Weitschlagwetten wird der ehemalige Golfprofi Chubbs Peterson auf ihn aufmerksam und überredet ihn zur Teilnahme beim lokalen Golf-Turnier. Als er das gewinnt, sichert er sich dadurch einen Teilnahmeplatz bei der Pro Golf Tour, welche mit einem hohen Preisgeld dotiert ist.
Durch sein ungewöhnliches Verhalten und seine besondere Art des Golfspiels wird er schon bald zum Liebling der Zuschauer und in den Medien bekannt. Dem Favoriten und ehemals populärsten Golfprofi Shooter McGavin gefällt das gar nicht, er versucht alles, um Gilmore aus dem Wettbewerb zu drängen. Nach einiger Zeit hat Gilmore durch Preisgelder und zusätzliche Werbeeinnahmen das Geld für den Rückkauf des Hauses zusammen bekommen. Als er beim Haus der Großmutter ankommt, wird es gerade versteigert. McGavin überbietet ihn und kauft das Haus für 350.000 US-Dollar. Er droht Gilmore, das Haus abzureißen, falls dieser nicht aus der Tour ausscheidet. Die für die Öffentlichkeitsarbeit der Tour zuständige Virginia Venit überredet Gilmore, sich nicht einschüchtern zu lassen. Sie glaubt daran, dass er McGavin im Golf schlagen kann. Gilmore fordert McGavin heraus: Wenn er gegen ihn verliert, würde er sich freiwillig zurückziehen – falls er aber gegen ihn gewinnt, bekommt er das Haus zurück. McGavin willigt ein.
Gilmore sucht Chubbs Peterson auf und bittet diesen darum, ihn zu unterrichten. Peterson bringt Gilmore die Feinheiten des Golfspiels bei und lehrt ihn vor allem, seine Wutanfälle zu bändigen, da man nur mit Ruhe und Gelassenheit gewinnen kann. Später stirbt Peterson bei einem Unfall. Gilmore gelingt es schließlich, Shooter McGavin dank eines außergewöhnlichen Putts zu besiegen. Er gewinnt das Golfturnier und das Haus seiner Großmutter zurück.

## Hintergrund
Die Dreharbeiten für Happy Gilmore fanden vom 6. Juli 1995 bis 1. September 1995 in Kanada und den USA statt. Fernsehmoderator Bob Barker und Profigolfer Lee Trevino haben im Film Gastauftritte und spielen sich darin selbst.
Die Produktionskosten betrugen 12 Millionen US-Dollar. Der Film spielte in den Kinos weltweit rund 41,2 Millionen US-Dollar ein, davon rund 38,8 Millionen US-Dollar in den USA.
Kinostart in den USA war am 16. Februar 1996, in Deutschland am 30. Mai 1996.
In einer Szene in Little Nicky – Satan Junior wird Bezug auf Happy Gilmore genommen: Dort trifft Nicky (Adam Sandler) im Himmel auf den in diesem Film verstorbenen Chubbs Peterson, der erneut von Carl Weathers verkörpert wird.
Das goldene Jackett ist eine Anspielung an das, in Golfkreisen, berühmte grüne Jackett („Green Jacket“) der US Masters.

## Kritiken
Der Film erhielt überwiegend positive Kritiken und erreichte bei Rotten Tomatoes eine Bewertung von 60 %, basierend auf 52 Kritiken.
Das Lexikon des internationalen Films schrieb: „Komödie, die lediglich in den Anfangsszenen durch anarchischen Humor überzeugt. Danach verfällt der Film in einfallslose Routine.“

## Auszeichnungen
- Bei der Verleihung der MTV Movie Awards 1996 gewannen Adam Sandler und Bob Barker gemeinsam einen Preis in der Kategorie Beste Kampfszene. Außerdem war Adam Sandler in der Kategorie Beste komödiantische Darbietung nominiert.
- Bei den 1997er Nickelodeon Kids' Choice Awards, (USA) war der Film in der Kategorie Lieblingskinofilm nominiert.
- Adam Sandler wurde für den Negativpreis Goldene Himbeere 1997 in der Kategorie Schlechtester Schauspieler nominiert.